# Rafael Calleja Gutiérrez
Rafael Calleja Gutiérrez (1888-1957) fue un empresario y escritor español.

## Biografía
Nacido el 24 de marzo de 1888 e hijo de Saturnino Calleja, continuó con la gestión de la Editorial Calleja de su padre. En 1917 contrajo matrimonio con Carmen González-Camino Aguirre y en 1929 publicó el libro Voz y voto. Tras la guerra civil se dedicó a la promoción del turismo español y fue autor de obras como Apología turística de España (1943) y Nueva apología turística de España (1957). Falleció hacia finales de octubre de 1957.